# Zaustavljanje tenkova u Pologu
Zaustavljanje tenkova JNA u Pologu bilo je blokiranje prometnice čiji je cilj bilo zaustavljanje oklopnih vozila Jugoslavenske narodne armije u Pologu u Bosni i Hercegovini. Zaustavljanje su organizirali stanovnici Širokog Brijega i susjednih općina, većinom hrvatske nacionalnosti, 7. svibnja 1991. Oni su prepriječenim kamionima na dužini od nekoliko kilometara i nenaouružanim ljudstvom zaustavili tenkovsku kolonu Jugoslavenske narodne armije u mjestu Polog, koje se nalazi između Mostara i Širokog Brijega u Hercegovini. Za hrvatski narod bila je to prekretnica koja je pokazala da se samoorganiziranjem osigurava vlastiti opstanak.

## Odvijanje događaja
6. svibnja 1991. u 00:30 iz Generalštaba JNA u Beogradu stigla je tajna depeša zapovjedniku 4. korpusa JNA general-majoru Milovanu Zorcu. Zapovijeđeno mu je premjestiti iz Mostara dio 10. Oklopne mehanizirane brigade i spojiti ju s ostatkom tenkovskih postrojbi u Hrvatskoj u Sinju. Rano jutro 7. svibnja 1991. zaputila se iz Mostara kreće prema Sinju duga tenkovska kolona opremljena bojnim granatama i vojnicima-ročnicima. Ročnici su za vrijeme služenja vojnog roka dobili puške i pištolje s bojnim metcima. 15 kilometara od Mostara naišla je kolona na višekilometarsku barikadu. Barikadu su činili građani, teški kamioni, osobn vozila. General-major Milovan Zorc obavijestio je zapovjedništvo JNA u Beogradu da su civili zaustavili kolonu. Slijedila su međusobna objašnjavanja u zapovjednom lancu JNA, komuniciranje civila s vojnicima, uplela se visoka politika.
Hrvatski civili tada su spriječili u Pologu blokadom ceste kolonu od preko 100 tenkova i oklopnih vozila koja je krenula iz mostarske vojarne upućena zauzeti položaje u zapadnoj Hercegovini i dijelu južne Hrvatske.
JNA je tada tvrdila da se radi o "redovnoj vojnoj vježbi i manevru" no Hrvati su shvatili da je postrojba bila pripravna za oružanu borbu. JNA je lagala jer su tenkovi imali bojno streljivo.
U JNA su bili uvjereni da Hrvati u zapadnoj Hercegovini imaju dosta oružja. U stvarnosti je nasuprot 5 kilometarskoj koloni s pedesetak tenkova stajao tek automat ili dva, više nešto lovačkih pušaka, rudače iz Boksita i šleperi 'Rabe' iz Obnove. Vrlo vjerojatno je bilo da su tenkovi u prvi mah prošli da bi bi bili razasuti po Zapadnoj Hercegovini te bi na svakom važnijem raskrižju ostao tenk "u kvaru" te tako potiho okupiralo regiju.

### Zahtjev prosvjednika
Zahtjev hrvatskih prosvjednika bio je povratak u vojarnu iz koje su došli.
Pregovore sa zapovjednikom mostarskog garnizona JNA pokovnikom Milojkom Pantelićem započeli su tada predsjednik općine Široki Brijeg Anđelko Mikulić, gvardijan fra Mladen i Jure Skoko.
Prosvjednicima na barikadi s vremenom se solidariziralo i pridruživalo sve i više Hrvata iz Mostara, Gruda, Posušja, Ljubuškog, Imotskog... i dr. lokalnim čelnicima i fratrima je uspjelo oržati disciplinu među prosvjednicima.
Vojno zapovjedništvo iz Beograda u više navrata je naredilo prolazak kolone.
JNA je pokušala dostaviti jedinici bojne otrove i zaštitne maske za proboj barikade u konvoju koji je trebao dovesti hranu. Međutim taj pokušaj je propao. Širokobriješke su žene pripremile hranu i napitke za vojnike JNA, koji su tada bili uglavnom ročnici iz raznih bivših republika tadašnje SFRJ.

### Medijska pozornost
Događaj je tada izazvao veliku međunarodnu medijsku pozornost.

### Druge lokacije
Hrvati u Hrvatskoj su se organizirali i za slučaj da su tenkovi prošli silom kroz Polog. Barikade su postavili i u Imotskome, no one su ubrzo uklonjene. Uskoro je bio drugi dan sa zaustavljenom kolonom i primicao se treći, a tenkovi i dalje nisu išli naprijed. JNA pregovorima nije ništa uspijevala pa je izvršila desant na općine Grude - na području sela Ledinac - i Široki Brijeg -  na području prijevoja Vranića. Općina Široki Brijeg bila je blokirana. Promet se odvijao samo seoskim cestama.

### Rasplet
Desantne jedinice JNA iz Niša i druge specijalne jedinice zauzele su položaje na području oko Pologa. Trećeg dana na barikadi u Pologu našlo se političko vodstvo BiH (bez srpskih predstavnika). Nakon apela hrvatskog predsjednika Franje Tuđmana, obraćanjem prosvjednicima od strane političkog vodstva BiH i Anđelka Mikulića i dr. prosvjednici su lagano odlazili s barikade a vozači micali svoja vozila s ceste. Nakon tri dana kolona JNA je krenula.
Kad su tenkovi prošli kroz Široki Brijeg tijekom noći, cijeli je Široki držao svijeće u rukama. Tenkovska kolona produžila je prema Kupresu na tobožnju vojnu vježbu.

### Posljedice
Trodnevna blokada 10. motorizirane brigade JNA dovela je do zastoja priprema jugoslavenske vojske za dovođenje na zadane pravce (Split, Sinj, Kupres ili Tomislavgrad). Zastoj je koristio za pripremu obrane.
Tijek događaj pokazao je da je JNA tražila najbolje mjesto odakle će dalje napadati područje Hercegovine i Dalmacije.

## Film
2011. snimljen je dugometražni dokumentarni film 3 dana koji prikazuje događaje 7., 8. i 9. svibnja 1991. u mjestu Pologu.

## Vanjske poveznice
- Hrvatska riječ u povodu 20 obljetnice zaustavljanja tenkova JNA  Arhivirana inačica izvorne stranice od 27. veljače 2013. (Wayback Machine)
- Vojna povijest Mario Knezović:  Polog 1991. godine, 9. svibnja 2014.